# ЛТК (мини-футбольный клуб)
«ЛTK» («Луганская Телефонная Компания») — мини-футбольный клуб из Луганска. Основан в 2003 году. Главным спонсором клуба является оператор связи «Луганская Телефонная Компания».Дворец спорта «ЛТК Арена»  является местом проведения домашних матчей клуба.

## История
Футзальный клуб ЛТК было основано в 2003 году Луганской телефонной компанией. ЛТК во всеукраинских соревнованиях по футзалу представляют команды высшей и первой лиг. Кроме того, в структуру футзального клуба ЛТК входит детская академия футбола, в которой учатся и тренируются ребята разных возрастных групп.
В сезоне 2003/04 состоялся дебют клуба в Первенстве Украины среди команд первой лиги, где в своей (восточной) подгруппе ЛТК заняла итоговое 2-е место, которое позволило команде принять участие в высшей лиге отечественного первенства следующего сезона.
В дебютном сезоне 2004/05 высшей лиги чемпионата Украины ЛТК занял 8 позицию. В сезоне 2005/06 команда финишировала десятой, а в сезоне 2006/07 - предпоследней тринадцатой.
Сезон 2007/08 годов команда завершила восьмой, а её лучший бомбардир Валентин Цвель с 32 мячами стал лучшим бомбардиром чемпионата. Следующие три сезона команда в итоге оказывалась в нижней части турнирной таблицы, занимая девятое, восьмое и десятое места соответственно.
Сезон 2011/12 ЛТК завершила на шестой строчке, что является лучшим результатом за всю историю клуба.
В Кубке Украины лучшее достижение команды - финал в сезоне 2012-2013 годов.
Арена
Свои домашние матчи ЛТК проводит на площадке спортивного комплекса ЛТК Арена. Строительство спортивного комплекса началось в 2007 году, а его открытие которого - 16 октября 2012 года. Стоимость сооружения дворца спорта площадью 10 тыс. м2 и вместимостью 2,5 тыс. зрителей составило около 40 млн гривен[1][2].
Первый официальный матч на новом площадке состоялся 1 декабря 2012 года: ЛТК победила харківськиц «Локомотив» со счетом 4:1[3]. К 2012 году свои домашние матчи ЛТК проводит на площадке спортивного комплекса «Старт», что способен вместить 282 зрителя[4].

## Бывшие известные игроки
- Георгий Мельников